# 실재주의
실재주의(Realism)는 라틴어 'realis'에서 유래한 것으로, 개인의 의식이나 입장을 떠나 객관적으로 존재하는 사물을 말한다. 우주의 궁극적 본질은 보편자의 정신 속에 있는 것이 아니라, 물질 속에 내재하고 있다고 보는 것이다. 즉, 실재주의의 기본 원리는 물질이 궁극적인 실재(reality)라는 것이다. 고대와 중세시기에 실재주의는 우주의 실재적이고 객관적인 존재상을 강조했다는 점에서 '유명론(有名論, nominalism)과 대립되는 철학이었고, 현대에는 우리의 지식이나 의식을 떠나 객관적으로 존재하는 사물의 존재를 의미한다는 점에서 의상주의와 대립되는 철학을 이룬다.
실재주의 철학의 본질적인 이론을 정리하면 다음과 같다.
1. 우리는 여러 대상, 사물, 사람들이 존재하는 실재적 존재의 세계에 살고 있다.
2. 실재의 사물들은 그것들의 존재에 대한 우리의 원함이나 선호와 우리가 그것들을 만드는 사용에 관계없이 존재한다.
3. 우리의 이성을 사용함으로써, 사물들에 대한 지식을 아는 것이 가능하다.
4. 이러한 사물들에 대한 지식이나 이들을 지배하는 법칙, 그리고 상호관련성은 인간 행위를 위한 믿을만한 지침을 안내한다.

결론적으로 실재주의는 실재의 객관적 질서의 존재와 실재에 대한 지식을 얻을 수 있는 인간 존재의 가능성을 주장하는 철학적 입장으로 정의할 수 있다. 나아가 인간은 이러한 지식에 일치하도록 행동해야 한다고 규정하고 있다.

## 실재주의의 분류
실재주의는 아리스토텔레스를 시작으로 다양한 갈래로 나뉘게 된다. 중세에는 토마스 아퀴나스와 같은 스콜라 철학자들이 아리스토텔레스의 사상을 발전적으로 계승하였고, 근대와 현대에는 요한 아모스 코메니우스, 존 로크, 요한 프리드리히 헤르바르트, 버트런드 러셀 등이 실재주의에 기초하여 교육론을 전개하였다. 현대에는 로버트 허친스, 모티머 아들러, 해리 브로우디 등 인본주의 교육가들이 아리스토텔레스의 실재주의를 교육철학적 토대로 삼았다.
실재주의는 크게 합리적 실재주의(rational realism)와 자연적˙과학적 실재주의로 나뉜다. 합리적 실재주의는 다시 고전적 실재주의(classical realism)와 종교적 실재주의(religious realism)로 구분할 수 있다. 고전적 실재주의는 아리스토텔레스의 철학을 직접적으로 받아들이는 데 반하여, 종교적 실재주의는 토마스 아퀴나스의 토미즘 철학에 기초를 두고 아리스토텔레스 철학을 간접적으로 받아들였다. 두 유형의 합리적 실재주의는 물질적 세계가 인간정신과 독립적으로 존재하는 실재라는 점에 공통적으로 인정을 한다. 하지만 전자는 우주가 피타고라스의 세계관에서 보는 것처럼 수학적인 아름다운 법칙에 의해 아름답게 조화를 이룬다고 주장하는 반면, 후자는 신이 물질과 정신을 창조하여 신의 전능한 힘으로 질서적이고 합리적인 우주가 존재하고 있다고 본다.
한편, 자연적˙과학적 실재주의는 회의적이고 경험적이며 철학은 과학의 객관성과 엄밀성을 지녀야 한다고 주장하고 있다. 자연 세계의 속성들을 밝혀내는 것은 과학의 임무라고 보면서, 철학의 기능은 여러 과학이 밝혀낸 사실들과 개념들을 종합하는 데 있다는 것이다. 여기서는 우주의 근본적 특성이 영원하고 영속적인 것이므로 변화가 존재한다 하더라도 그 변화는 자연의 영속적 법칙에 따라서 일어나는 것으로 보고 있다. 우주의 영속성에 기초하여 변화가 일어나므로, 이를 측정할 수 있다는 것이다. 자연적˙과학적 실재주의는 신실재주의(neo-realism)과 비판적 실재주의(critical realism)으로 구분되는데, 전자 입장의 대표는 러셀로, 형이상학이나 종교적 관점을 배제하고 과학의 엄정성을 유지하면서도 사물을 직접적으로 지각할 수 있다고 주장한다. 반면 후자는 산타야나로 대표되며 사물은 비물질적인 어떤 매개체를 통하여 간접적으로 지각될 수 밖에 없다고 주장한다.

## 실재주의의 존재론, 인식론, 가치론적 원리
실재주의 기본적인 형이상학(존재론)적 핵심적 원리는 '독립성의 원리(Principle of independence)'이다. 이는 Brubacher에 따르면'사물이 인간에게 지각되지 않고도 존재할 수 있다'는 것을 긍정하는 원리를 말한다고 한다. 따라서, 어떤 것을 모른다고해서 존재하지 않는다고 하면 오류라는 것이다. 이러한 원리에 입각하여 인식에서 주관에 대한 객관의 독립성이 인정되고, 실재가 물질적인 것에서부터 관념적인 것으로, 즉 지각하고 사유할 수 있는 대상 일반으로까지 확대된다.
실재주의의 인식론을 설명하는 주요 이론에는 '관객 이론(spectator theory)'이 있다. 이는 우리가 실재를 보고 관찰하는 자임을 말한다. 인간은 인식과정에서 감각과 추상적 개념을 모두 공유하지만, 구경하면서 거친 자료들을 보다 정확한 방식과 고차원적으로 정리하고 분류하고 통합하는 과정을 거치게 된다는 것이다. 문명이 발달하면서 인간은 망원경, 현미경, 우주탐사기 등 보다 정교한 도구들을 개발하여 더 정확한 지식들을 얻게 된다. 따라서, 이 이론에 따르면, 교육은 학생들에게 실재를 보다 더 정확하게 관찰하고 발견할 수 있도록 잠재력을 최대한 계발시켜주는 훈련, 경험, 연습을 제공하여야 한다고 본다. 실재주의 인식론을 설명하는 또 다른 이론은 '대응이론(correspondence theory)'이 있다. 어떤 명제가 과학적으로 검증된 지식과 부합한다면, 그 명제는 참이며 관찰 가능하고 그 성질은 독립적으로 검증될 수 있는 것이라고 할 수 있다. 다시 말해, 어떤 진술이 증거와 일치하는 경우에 한해서 참이라고 보는 것이다. 실재주의자들은 인간의 판단이 사실, 법칙, 객관적 세계의 원칙과 일치할 때, 그것이 참이라고 본다.
실재주의의 가치이론은 지식을 통하여 대상의 가치 본질을 평가할 수 있다고 주장하는 객관적 가치론이다. 한 행동의 가치는 알고, 판단하고, 평가할 수 있는 방식으로 대상 안에 존재하거나 대상들 사이의 관련성에 존재한다고 주장한다. 실재주의는 인간의 독특한 특성과 제한적 힘으로서 이성을 평가하여, 실재의 구조차원에서 우리의 가치를 형성하도록 격려한다. 우리는 물질적, 자연적, 사회적, 인간적 실재의 구조를 인식함으로써, 실제적인 양자택일을 구성할 수 있게 된다. 이러한 선택을 발달시키는 능력이 자유교육의 핵심이라고 본다. 교육은 예술 작품을 감상할 준비성의 도야, 일련의 사전 경험의 제공, 예술품을 즐길 수 있는 전문 지식의 제공등을 통해, 우리의 예술적 경험을 높여주기도 한다.

## 실재주의 교육원리

#### 교육목적
실재론의 공통적 교육 목표는 지력 또는 이성의 훈련에 있다. 고전적 실재주의에서 아리스토텔레스는 이성의 배양을 위한 교양교육에 중점을 두고 있다. 학습자의 이성이 발달되면, 다른 모든 일들을 스스로 해결할 수 있다고 보았다. 또 교육의 궁극적 목적은 중용의 덕목을 실천하는 인간을 기르는 것이었다. 중용의 덕을 교육을 통해 습관화하게 되면 학습자는 행복한 상태에 도달하여 평온한 생활을 누리게 되는 것이었다. 따라서, 실재주의에서 교육의 일차적인 목표는 학생들에게 행복한 삶을 영위할 수 있게 하는 가치들과 사물들에 대해 가르치는 데 있다는 것으로 볼 수 있다.
실재주의자들은 학교 역시 사회 속에서 고유한 역할과 기능을 담당한다고 보았다. 학교란 일차적으로 인간의 이성을 계발하는 곳이라는 것이다. 따라서, 교육의 목적은 지식을 발견하고, 전수하고, 사용할 수 있도록 이바지하는 데 있다. 이 지식은 개인적, 사회적, 경제적, 정치적,그리고 심미적 영역 등 삶의 모든 측면에서 잠재적 이성을 실현하는 행동의 안내자 역할을 할 수 있는 것이다.

#### 교육 방법
실재주의에 입각한 교육은 학생 스스로가 탐구하고 관찰하고 생각하는 교육방법이다. 교사의 임무는 실재 세계에 대한 상당한 지식을 전달하는데 있다. 실재론에서 요구되는 교육방법을 보면, ①과학적 방법 및 관찰과 실험적 방법의 중시, ② 말보다는 사실을 중요시 여기는 방법, ③ 교사의 주도권을 중시하되 아동의 흥미와 지적 호기심을 충족시키는 방법 ④ 지력 훈련을 통한 세계 속 사물을 알게하고, 인간 능력의 한계를 인식하게 함 등이 있다.
교사는 교과내용들을 충분히 잘 알고 있어야 한다. 수업은 교육자가 가진 지식의 체계를 학습자에게 제공하는 것이다. 교사는 학생들에게 교훈적이면서도 즐겁게 해주어야 한다. 교사는 강의, 토론, 실험 등 다양한 교수방법을 구사할 수 있어야 한다. 학생들의 배경과 상황에 맞게 적절한 방법을 사용할 수 있도록 다양한 방법에 익숙해질 필요가 있다.
실재주의에서는 학생을 고도의 지성을 계발할 수 있는 존재이고, 자신의 감각 경험을 통해 세계의 자연질서를 자각할 수 있는 기능적 유기체로 본다. 이들은 자기실현, 자기 통합을 할 수 있는 본질적인 개인으로 간주된다. 하지만 학생은 자유롭지 못하고 자연법에 복종하며, 학교에서 경험하는 대부분은 훈련과 연습이다. 학습은 헌신과 근면을 요구하는 것으로, 학생들이 해야하는 일차적인 책임인 것이다.

### 교육과정 및 내용
실재주의 교육과정의 기초는 체계적으로 조직된 교과중심학문을 바탕으로 한다. 교과중심 교육과정은 두 요소로 구성되는 데, 하나는 학문의 구조가 되는 지식 체계이고 다른 하나는 학생의 준비성, 성숙, 사전학습에 따른 알맞은 교육 차원의 배열이다. 실재주의에서 강조하는 교육과정을 요약하면, 다음과 같다. ①교육방법보다는 교육내용(교재)이 우선되어야 한다. ②모든 학생들이 다 같이 배워야 할 하나의 중심 교과과정이 있어야 한다. ③ 교재는 일시적인 가치보다 장기간에 걸쳐 그 가치가 인정된 항구적이고, 생활에 필수적인 것이어야 한다. ④ 학습자의 변하기 쉬운 흥미보다도 사회적 가치를 지닌 비교적 불변성을 지닌 것이어야 한다. ⑤ 학습자의 인품 계발보다도 지식중심의 것이어야 한다.특히 아동의 흥미와 개성보다는 사회적 가치를 지닌 전통적 교과목을 중시한다.

### 교육적 의의와 한계
실재주의적 세계관은 고대 그리스 시대부터 여러 모습으로 존재해왔지만, 그것이 교육과 구체적인 관련을 맺게 된 것은 르네상스, 종교개혁 이후부터라고 볼 수 있다. 실재주의는 학생들이 교육을 통해 자기를 실현하고,사회 생활에 필요한 지식을 갖추게 하고, 우주의 법칙을 탐구하고, 진리를 좇는 경건하고 엄정한 태도를 기르게 하는데 공헌하였다.
그러나 실재론의 교육내용을 살펴보면, 학습 내용 및 과정 결정에서 교사가 중심적 역할을 담당하므로 주입식 교육이 될 가능성을 내포한다. 또한 모든 학생들에게 동일한 기초교육을 시킨다는 점에서 교육의 효과를 기대할 수 있겠으나, 개인의 특성과 능력에 대한 개인차를 무시할 가능성도 있다.